# Quân đội Hoa Kỳ
Lực lượng Vũ trang Hoa Kỳ (tiếng Anh: United States Armed Forces) là tổng hợp các lực lượng quân sự của Hoa Kỳ. Lực lượng Vũ trang bao gồm sáu quân chủng: Lục quân, Hải quân, Thủy quân Lục chiến, Không quân, Tuần duyên và Không gian. Tất cả sáu quân chủng là trong số tám lực lượng đồng phục của Hoa Kỳ; hai lực lượng còn lại là Đoàn Y tế Công cộng Hoa Kỳ và Đoàn Quản trị Khí quyển và Đại dương Quốc gia.
Mỗi quân chủng khác nhau được giao một vai trò và phạm vi tác chiến. Quân chủng Lục quân tiến hành các chiến dịch trên bộ. Quân chủng Hải quân và Thủy quân lục chiến tiến hành các chiến dịch trên biển, quân chủng Thủy quân Lục chiến chuyên về các chiến dịch đổ bộ và ven biển chủ yếu để hỗ trợ Hải quân. Quân chủng Không quân tiến hành các chiến dịch trên không. Quân chủng Không gian tiến hành các hoạt động không gian. Quân chủng Tuần duyên có đặc điểm riêng là chuyên về các hoạt động trên biển và cũng là một cơ quan thực thi pháp luật.
Kể từ khi thành lập trong Chiến tranh Cách mạng Hoa Kỳ, Lực lượng vũ trang Hoa Kỳ đã đóng vai trò quyết định trong lịch sử đất nước. Họ đã giúp hình thành ý thức thống nhất và bản sắc dân tộc thông qua các chiến thắng trong Chiến tranh Barbary lần thứ nhất và lần thứ hai vào đầu thế kỷ 19. Họ đóng vai trò quan trọng trong quá trình bành trướng lãnh thổ của Hoa Kỳ, bao gồm cả Nội chiến Hoa Kỳ. Đạo luật An ninh Quốc gia năm 1947 đã tạo ra khuôn khổ quân sự hiện đại của Hoa Kỳ, thành lập Cơ quan Quân sự Quốc gia (sau này là Bộ Quốc phòng) do Bộ trưởng Quốc phòng đứng đầu và thành lập cả Không quân Hoa Kỳ và Hội đồng An ninh Quốc gia; vào năm 1949, một sửa đổi đối với đạo luật đã sáp nhập các bộ cấp nội các của Lục quân, Hải quân và Không quân vào Bộ Quốc phòng.
Tổng thống Hoa Kỳ là tổng tư lệnh các lực lượng vũ trang và hoạch định chính sách quân sự với Bộ Quốc phòng và Bộ An ninh Nội địa, cả hai đều là bộ hành pháp liên bang đóng vai trò là cơ quan chính thực hiện các chính sách quân sự.
Lực lượng vũ trang Hoa Kỳ là một trong những lực lượng quân sự lớn nhất thế giới xét về mặt nhân sự. Họ tuyển mộ nhân sự từ một nhóm lớn các tình nguyện viên chuyên nghiệp. Hoa Kỳ đã sử dụng chế độ nghĩa vụ quân sự, nhưng đã dừng vào năm 1973. Hệ thống Tuyển chọn Nghĩa vụ vẫn giữ nguyên quyền lực bắt buộc tất cả công dân nam và cư dân Hoa Kỳ trong độ tuổi từ 18 đến 25 phải đăng ký.
Lực lượng vũ trang Hoa Kỳ được coi là lực lượng quân sự hùng mạnh nhất thế giới, đặc biệt là kể từ khi Chiến tranh Lạnh kết thúc. Chi tiêu quân sự của Hoa Kỳ là 916 tỷ đô la Mỹ vào năm 2023, nhiều nhất thế giới, chiếm 37% chi tiêu quốc phòng của thế giới. Lực lượng Vũ trang Hoa Kỳ có năng lực đáng kể về cả quốc phòng và triển khai sức mạnh do ngân sách lớn, dẫn đến các công nghệ tiên tiến và mạnh mẽ cho phép triển khai lực lượng rộng rãi trên toàn thế giới, bao gồm khoảng 800 căn cứ quân sự bên ngoài Hoa Kỳ.
Không quân Hoa Kỳ là quân chủng không quân lớn nhất thế giới, tiếp theo là binh chủng Không quân Lục quân Hoa Kỳ. Không quân Hải quân Hoa Kỳ là quân chủng không quân lớn thứ tư trên thế giới và là binh chủng không quân hải quân lớn nhất, trong khi binh chủng Không quân Thủy quân Lục chiến Hoa Kỳ là lực lượng không quân lớn thứ bảy trên thế giới. Hải quân Hoa Kỳ là quân chủng hải quân lớn nhất thế giới theo trọng tải. Tuần duyên Hoa Kỳ là lực lượng hàng hải lớn thứ 12 trên thế giới.

## Lịch sử
Lịch sử Quân đội Hoa Kỳ bắt đầu từ năm 1775, thậm chí trước khi Tuyên ngôn Độc lập Hoa Kỳ ra đời để đánh dấu việc thiết lập nên quốc gia Hoa Kỳ. Lục quân Lục địa, Hải quân Lục địa, và Thủy quân lục chiến Lục địa đã được thành lập khi kết thúc thành công Đệ nhị Quốc hội Lục địa để bảo vệ quốc gia non trẻ khỏi Đế quốc Anh trong cuộc Chiến tranh Cách mạng Mỹ.
Các lực lượng vũ trang này bị giải thể vào năm 1784 sau Hiệp định Paris (1783) kết thúc chiến tranh giành độc lập. Quốc hội Hợp bang thành lập Lục quân Hoa Kỳ vào ngày 14 tháng 6 năm 1784, tuy nhiên trong một thời gian dài Hoa Kỳ không có một quân đội thường trực sẵn sàng chiến đấu. Việc thông qua Hiến pháp Hoa Kỳ năm 1787 đã cho Quốc hội Hoa Kỳ quyền lực "xây dựng và hỗ trợ các lực lượng lục quân", "tạo ra và duy trì một lực lượng hải quân" và "tạo ra những luật lệ cho chính phủ và quy định đối với các lực lượng hải quân và bộ binh" cũng như quyền tuyên chiến và giao cho Tổng thống Hoa Kỳ trách nhiệm làm tổng tư lệnh quân đội.
Các vụ căng thẳng gia tăng vào nhiều thời điểm khác nhau với Đế quốc Anh và Pháp qua Chiến tranh Quasi và Chiến tranh 1812 đã làm cho Hải quân Hoa Kỳ (thành lập vào ngày 13 tháng 10 năm 1775) và Thủy quân lục chiến Hoa Kỳ (thành lập 10 tháng 11 năm 1775) phát triển nhanh chóng. Tuần duyên Hoa Kỳ có nguồn gốc từ việc thành lập Sở Quan thế Biển Hoa Kỳ (Revenue Cutter Service) năm 1790; cơ quan này được nhập với Sở Cứu cấp Nhân mạng Hoa Kỳ (United States Life-Saving Service) năm 1915 để thành lập Tuần duyên Hoa Kỳ. Không quân Hoa Kỳ được thành lập như một quân chủng độc lập vào năm 1947; nó có nguồn gốc từ việc thành lập Sư đoàn Không gian thuộc Binh chủng Truyền tin năm 1907 và là một bộ phận thuộc Lục quân Hoa Kỳ trước khi nó trở thành một quân chủng độc lập.

## Ngân sách
Hoa Kỳ có ngân sách quốc phòng lớn nhất trên thế giới. Năm ngân sách 2010, Bộ Quốc phòng Hoa Kỳ có ngân sách căn bản là 533,8 tỷ đô la Mỹ. Bộ quốc phòng xin thêm 130,0 tỷ đô la để dùng cho các hoạt động ở hải ngoại trong cuộc Chiến tranh chống khủng bố và xin thêm 33 tỷ đô la trọn năm để chi tiêu thêm cho việc tài trợ các hoạt động ở hải ngoại. Ngoài chi tiêu trực tiếp của Bộ Quốc phòng, Hoa Kỳ còn chi tiêu thêm từ 218–262 tỷ hàng năm cho các chương trình có liên quan đến quốc phòng khác như chương trình phúc lợi cho cựu chiến binh, an ninh nội địa, bảo trì vũ khí hạt nhân, và Bộ Ngoại giao Hoa Kỳ.
Theo quân chủng, 225,2 tỷ dành cho Lục quân Hoa Kỳ, 171,7 tỷ cho Hải quân Hoa Kỳ và Thủy quân lục chiến Hoa Kỳ, 160,5 tỷ cho Không quân Hoa Kỳ và 106,4 tỷ chi tiêu tổng quát cho quốc phòng. Theo bộ phận chức năng, 154,2 tỷ cho nhân sự, 283,3 tỷ cho hoạt động và bảo trì, 140,1 tỷ chi tiêu cho trang thiết bị vũ khí, 79,1 tỷ nghiên cứu và phát triển, 23,9 tỷ chi tiêu cho xây cất quân sự và 3,1 tỷ chi tiêu cho gia cư.
Năm ngân sách 2009, các chương trình quốc phòng chính cũng tiếp tục được tài trợ. 4,1 tỷ được dùng cho các phi cơ F-22 Raptor thế hệ mới với thêm 22 phi cơ xuất xưởng trong tài khóa 2009. 6,7 tỷ dùng cho phi cơ F-35 Lightning II vẫn đang được phát triển. 16 phi cơ sẽ được giao theo ngân sách này. Chương trình "hệ thống tác chiến tương lai" có thể tiêu tốn khoảng 3,6 tỷ dành cho phát triển nó. Tổng số 12,3 tỷ dùng cho phòng không chống tên lửa bao gồm các hệ thống phòng không "Patriot CAP", PAC-3 và SBIRS-High. 720 triệu cũng được chi tiêu để thiết lập một nơi phòng không chống tên lửa thứ ba ở châu Âu. 4,2 tỷ cũng được dùng để tiếp tục chương trình thay thế các hàng không mẫu hạm. Với sự thiết lập Bộ tư lệnh Hoa Kỳ ở châu Phi, 389 triệu được dùng để phát triển và duy trì bộ tư lệnh mới này.
Năm 2019, ngân sách chi tiêu cho quân sự của Hoa Kỳ tăng 5,3% so với năm 2018. Tổng chi tiêu là 732 tỷ USD (chiếm 38% tổng chi tiêu quân sự của toàn thế giới).
Năm 2022, ngân sách tăng 4,8% so với năm 2021. Tổng ngân sách là 813,3 tỷ USD.

## Nhân sự
Tính đến ngày 28 tháng 2 năm 2009 có đến 1.454.515 người đang phục vụ và khoảng thêm 848.000 người đang trong 7 thành phần trừ bị. Tuy nhiên tất cả đều là những người tình nguyện phục vụ quân sự. Chính sách quân dịch cưỡng bách có thể được thực hiện theo lệnh của Tổng thống Hoa Kỳ và phải được sự chấp thuận của Quốc hội Hoa Kỳ. Quân đội Hoa Kỳ có binh sĩ trú đóng khắp nơi trên thế giới, và đứng hạng 2 trên thế giới sau Quân đội Giải phóng Nhân dân của Trung Quốc tính theo quân số.
Đầu năm 2007, Bộ trưởng Quốc phòng Hoa Kỳ Robert Gates đã đề nghị với Tổng thống Hoa Kỳ gia tăng quân số của Lục quân và Thủy quân lục chiến để đáp ứng nhu cầu Chiến tranh chống khủng bố. Hiện tại các kế hoạch là gia tăng Lục quân lên đến 547.400 và Thủy quân lục chiến lên đến 202.000 vào năm 2012. Việc gia tăng quân số sẽ tiêu tốn tổng số tiền là 90,7 tỷ từ năm 2009 đến 2013 trong khi đó Hải quân và Không quân phải cắt giảm có giới hạn chế lực lượng của họ.
Giống như đa số quân đội, các thành viên Quân đội Hoa Kỳ đều giữ một cấp bậc quân sự như sĩ quan, cấp chuẩn úy, hạ sĩ quan hay binh sĩ và có thể được thăng cấp.

### Nhân sự theo quân chủng
Tính đến tháng 2 năm 2018.
| Thành phần                         | Tổng số   | Binh sĩ và hạ sĩ quan | Sĩ quan | Nữ      | Dân sự  |
| Lục quân                           | 471.513   | 376.206               | 90.785  | 69.345  | 299.644 |
| Thủy quân lục chiến                | 184.427   | 163.092               | 21.335  | 15.551  | 20.484  |
| Hải quân                           | 325.802   | 267.286               | 54.114  | 62.168  | 179.293 |
| Không quân                         | 323.222   | 258.015               | 61.144  | 50.750  | 174.754 |
| Lực lượng Không gian               | 88        | 1                     | 87      |         |         |
| Tuần duyên                         | 42.042    | 32.782                | 8.239   |         |         |
| Tổng số hiện dịch                  | 1.347.106 | 1.137.916             | 236.826 | 210.485 | 681.232 |
| Lục quân Vệ binh Quốc gia Hoa Kỳ   | 336.879   | 291.865               |         |         |         |
| Lục quân Trừ bị Hoa Kỳ             | 190.699   | 153.064               |         |         |         |
| Thủy quân lục chiến Trừ bị Hoa Kỳ  | 38.473    | 34.079                |         |         |         |
| Hải quân Trừ bị Hoa Kỳ             | 57.650    | 43.596                |         |         |         |
| Không quân Vệ binh Quốc gia Hoa Kỳ | 106.549   | 91.274                |         |         |         |
| Không quân Trừ bị Hoa Kỳ           | 68.216    | 54.658                |         |         |         |
| Tuần duyên Trừ bị Hoa Kỳ           | 6.142     | 5.086                 |         |         |         |
| Tổng số trừ bị                     | 807.562   | 673.622               | 130.986 |         |         |
| Các nhân sự khác của Bộ Quốc phòng |           |                       |         |         | 108.833 |

### Đóng quân

#### Hải ngoại
Tính đến ngày 31 tháng 3 năm 2008, Quân đội Hoa Kỳ đồn trú tại hơn 820 căn cứ và cơ sở ở ít nhất 135 quốc gia. Một số nơi có quân số đông nhất là ở Iraq với 142.000 quân, Đức với 56.222 quân, Nhật Bản với 33.122 quân, Hàn Quốc với 28.500 quân, Afghanistan với 31.100 quân và tại Ý và Vương quốc Anh mỗi nơi có khoảng 9.700 quân. Các số liệu này thường thay đổi vì các đơn vị luôn được triển khai và rút đi thường xuyên.
Tổng cộng có chừng 84.488 quân nhân đóng quân tại châu Âu, 154 tại các quốc gia cựu Liên Xô, 70.719 tại Đông Á và Thái Bình Dương, 7.850 tại Bắc Phi, Cận Đông, và Nam Á, 2.727 tại Hạ-Sahara châu Phi và 2.043 tại Tây Bán cầu trừ Hoa Kỳ.

#### Quốc nội
Bao gồm các vùng quốc hải Hoa Kỳ và các tàu nổi trong hải phận của Hoa Kỳ.
Tổng số 1.118.027 quân nhân đang phục vụ tại Hoa Kỳ và các vùng lãnh thổ của mình (bao gồm các tàu nổi). Phần lớn khoảng 883.430 quân nhân đóng quân tại nhiều căn cứ bên trong Hoa Kỳ Lục địa. Có thêm 36.827 tại Hawaii và 19.828 tại Alaska. Có khoảng 90.218 quân nhân trên các vùng biển trong khi đó có 2.970 quân nhận tại đảo Guam và 137 tại Puerto Rico.

### Cấp bậc nhân sự
- Enlisted rank hay chính xác hơn enlisted rate: có nghĩa là bậc lương cho nhóm quân nhân có cấp bậc từ tân binh cho đến hạ sĩ quan cao cấp nhất. Trong thứ tự bậc lương bắt đầu từ bậc lương E-1 (tân binh) cho đến bậc lương cao nhất là E-9 (thượng sĩ cao cấp).
- Enlisted: để chỉ riêng nhóm binh sĩ. Bậc lương của nhóm này có thể từ E-1 đến E-3 hoặc E-4.
- Non-commissioned officers (sát nghĩa là các viên chức không ủy nhiệm): để chỉ nhóm hạ sĩ quan. Bậc lương của nhóm này có thể từ E-4 đến E-9.
- Warrant officers: có thể nói tương đương chuẩn úy trong tiếng Việt vì trên hạ sĩ quan và dưới sĩ quan. Tuy nhiên có sự khác biệt với cấp bậc trong tiếng Việt là nhóm chuẩn úy này có một số cấp bậc phụ nữa, thí dụ như chuẩn úy 1, chuẩn úy 2,...
- Commissioned officers (sát nghĩa là viên chức ủy nhiệm): để chỉ nhóm sĩ quan từ thiếu úy lên đến đại tướng (thống tướng và đại thống tướng là 2 trường hợp đặc biệt).

#### Binh sĩ

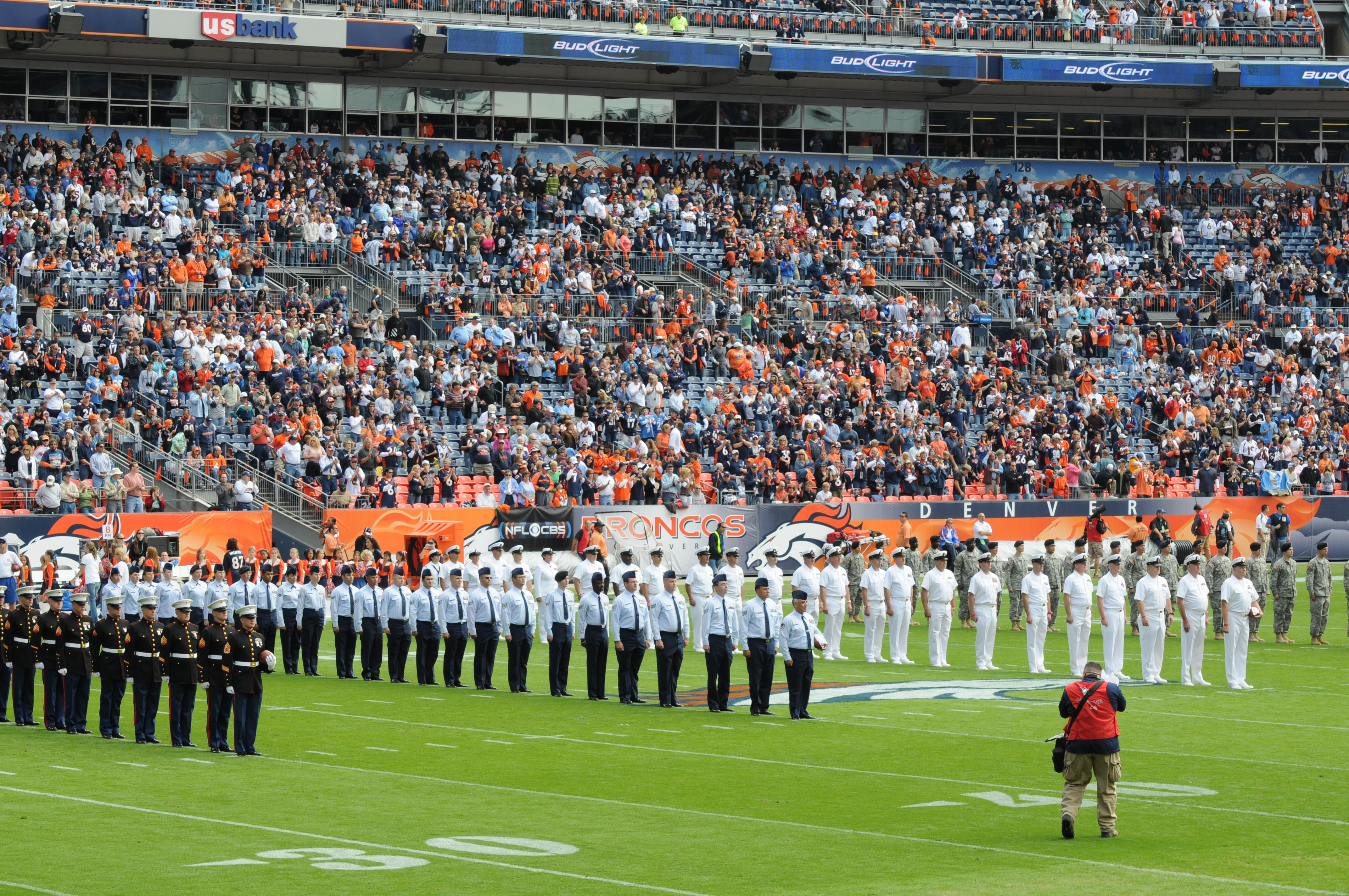
Các quân nhân Hoa Kỳ tại một buổi thi đấu bóng bầu dục Mỹ, từ trái sang phải: các quân nhân Thủy quân lục chiến Hoa Kỳ, Không quân Hoa Kỳ, Hải quân Hoa Kỳ và Lục quân Hoa Kỳ.

Những binh sĩ phục vụ tương lai thường được tuyển mộ từ các trường trung học và đại học, tuổi tuyển mộ được nhắm vào là từ 17 đến 39. Những người nộp đơn xin có thể ghi danh lúc 17 tuổi nhưng với sự chấp thuận của một trong hai phụ huynh là cha mẹ hay người giám hộ và sau đó sẽ tham dự vào chương trình nhập ngũ trì hoãn. Trong chương trình này, những người nộp đơn được cho cơ hội tham dự vào các hoạt động có liên quan đến quân sự được bảo trợ tại địa phương mà có thể gồm có từ các môn thể thao đến tranh tài được hướng dẫn bởi các nhân viên tuyển mộ nhập ngũ hay những văn phòng liên lạc quân sự khác.
Sau khi nhập ngũ, những tân binh này trải qua sự huấn luyện cơ bản (còn được biết với tên gọi "boot camp" trong Hải quân, Tuần duyên và Thủy quân lục chiến), theo sau đó là học ngành chuyên nghiệp quân sự chính của mình tại một trong nhiều cơ sở huấn luyện trên khắp thế giới. Mỗi quân chủng tiến hành huấn luyện tân binh khác nhau.
Ban đầu, các tân binh không có trình độ giáo dục cao hay bậc đại học sẽ có bậc lương E-1, và thường sẽ được thăng bậc lên E-2 ngay sau khi hoàn thành xong huấn luyện cơ bản. Các quân chủng khác nhau có các chương trình khuyến khích khác nhau đối với các tân binh, thí dụ như cấp bậc ban đầu cao hơn nếu có học đại học và giới thiệu bạn bè đăng ký nhập ngũ. Tham dự vào chương trình nhập ngũ trì hoãn là một cách những người nhập ngũ có thể có được cấp bậc trước khi họ khởi sự đi huấn luyện cơ bản.
Có một số tiêu chuẩn bậc lương được cho phép khác nhau trong mỗi nhóm bậc lương binh sĩ (từ E-1 đến E-3) và mỗi quân chủng cũng khác nhau. Những người đầu quân trong Lục quân có thể được bậc lương ban đầu E-4 nếu có một bằng cấp bốn năm tuy nhiên bậc lương ban đầu cao nhất thường là E-3.

#### Hạ sĩ quan
Rất ít ngoại lệ, để trở thành một hạ sĩ quan trong Quân đội Hoa Kỳ các quân nhân phải thực hiện từ từ qua các cấp bậc từ binh sĩ. Tuy nhiên, không giống như thăng cấp trong nhóm binh sĩ, thăng cấp trong nhóm hạ sĩ quan thường là nhờ vào năng lực cạnh tranh với đồng đội. Các cấp bậc hạ sĩ quan bắt đầu từ bậc lương E-4 hay E-5, tùy thuộc quân chủng và thường đạt đến bậc lương này trong khoảng thời gian từ 3 đến 6 năm tại ngũ. Các hạ sĩ quan cấp thấp đóng vai trò như những người quản lý cấp 1 đối với nhóm binh sĩ hay vai trò của tiểu đội trưởng, huấn luyện các binh sĩ về nhiệm vụ của họ và hướng dẫn họ thăng tiến.
Trong khi được xem là thuộc nhóm hạ sĩ quan theo luật, các hạ sĩ quan cao cấp trong tiếng Anh gọi là senior non-commissioned officer (SNCOs) hay Chief Petty Officer trong Hải quân Hoa Kỳ và Tuần duyên Hoa Kỳ và staff non-commissioned officers trong Thủy quân lục chiến Hoa Kỳ, thực hiện các nhiệm vụ thiên về lãnh đạo hơn là chuyên môn kỹ thuật. Thăng cấp lên đến hạ sĩ quan cao cấp có cấp bậc từ E-7 đến E-9 (E-6 đến E-9 trong Thủy quân lục chiến) là do phấn đấu cao của bản thân. Bậc lương từ E-8 và E-9 bị giới hạn theo luật liên bang là đến 2,5 phần trăm cho toàn quân đội và một phần trăm toàn lực lượng binh sĩ và hạ sĩ quan của một quân chủng. Các hạ sĩ quan cao cấp đóng vai trò lãnh đạo các đơn vị nhỏ và làm việc trong bộ tham mưu. Một số hạ sĩ quan cao cấp điều hành các chương trình có cấp bậc tổng hành dinh và một số ít được chọn nắm giữ các trách nhiệm ở cấp bậc cao nhất trong cơ cấu tổ chức quân đội. Đa số các tư lệnh đơn vị có một viên hạ sĩ quan cao cấp làm cố vấn. Tất cả các hạ sĩ quan cao cấp được trông mong là chỉ dẫn cho các hạ sĩ quan cấp thấp cũng như các binh sĩ trong bộ phận trách nhiệm của mình. Một tân binh thông thường phải mất 10 đến 16 năm quân ngũ để thăng chức đến cấp bậc hạ sĩ quan cao cấp.
Mỗi quân chủng trong năm quân chủng đều có một hạ sĩ quan cao cấp làm cố vấn ở cấp bậc bộ quân chủng. Người này là thành viên có cấp bậc hạ sĩ quan cao nhất trong quân chủng của mình và phục vụ trong vai trò cố vấn trưởng cho bộ trưởng, tham mưu trưởng quân chủng đó và Quốc hội Hoa Kỳ về các vấn đề có liên quan đến nhóm binh sĩ và hạ sĩ quan của quân chủng. Những hạ sĩ quan cao cấp này mang trọng trách và tính cách tương đương như các sĩ quan cấp tướng và sĩ quan mang quân kỳ. Họ là những người có cấp bậc như sau: 
- Sergeant Major of the Army: tạm dịch là "đại thượng sĩ Lục quân Hoa Kỳ"
- Sergeant Major of the Marine Corps: tạm dịch là "đại thượng sĩ Thủy quân lục chiến Hoa Kỳ"
- Master Chief Petty Officer of the Navy: tạm dịch là "thủy sư thượng sĩ Hải quân Hoa Kỳ"
- Chief Master Sergeant of the Air Force: tạm dịch là "đại thượng sĩ Không quân Hoa Kỳ"
- Master Chief Petty Officer of the Coast Guard: tạm dịch là "thủy sư thượng sĩ Tuần duyên Hoa Kỳ"

#### Cấp bậc chuẩn úy
Ngoài ra, tất cả các quân chủng trừ Không quân Hoa Kỳ có cấp bậc chuẩn úy đang sử dụng. Trên cấp bậc chuẩn úy 1 (warrant officer one) các quân nhân này có thể được xem là cấp sĩ quan, nhưng thường phục vụ trong một vai trò chuyên nghiệp và kỹ thuật của đơn vị mình. Tuy nhiên gần đây hơn, các quân nhân này cũng có thể phục vụ trong những vai trò lãnh đạo truyền thống hơn như các sĩ quan thông thường khác. Có một ngoại lệ đáng ghi nhận, thí dụ như các phi công trực thăng của Lục quân Hoa Kỳ, những quân nhân này thông thường đã có mặt trong quân đội và từng phục vụ trong vai trò các hạ sĩ quan cao cấp trong ngành mà mình sau đó sẽ phục vụ với cấp bậc chuẩn úy với tư cách là chuyên viên kỹ thuật. Đa số các phi công Lục quân Hoa Kỳ đã từng phục vụ một thời gian trong cấp bậc hạ sĩ quan. Cũng có thể họ đã từng đăng vào tân binh, hoàn thành khóa huấn luyện căn bản, rồi đi thẳng vào trường ứng viên chuần úy tại Trại Rucker, Alabama để sau đó tiếp tục học lái phi cơ.
Cấp bậc chuẩn úy trong Quân đội Hoa Kỳ có cùng tập tục và tác phong giống như cấp bậc sĩ quan. Họ có thể tham dự các câu lạc bộ sĩ quan, nhận vai trò chỉ huy, và được các quân nhân cấp chuẩn úy dưới bậc và toàn thể hạ sĩ quan binh sĩ chào khi gặp mặt.
Không quân Hoa Kỳ không còn sử dụng cấp bậc chuẩn úy từ năm 1959 khi bậc lương E-8 và E-9 ra đời. Đa số các nhiệm vụ không bay do các quân nhân cấp chuẩn úy đảm nhiệm trong các quân chủng khác được Không quân Hoa Kỳ thay thế bằng các quân nhân hạ sĩ quan cao cấp.

#### Sĩ quan
Có năm cách thông thường để được ủy nhiệm thành một sĩ quan của một trong 5 quân chủng (mặc dù cũng có các con đường khác).
- Quân đoàn Huấn luyện Sĩ quan Trừ bị (Reserve Officers' Training Corps).
- Trường Ứng viên Sĩ quan (OCS): là các học viện dành cho quân nhân đang tại ngũ, hay, trong trường hợp của Vệ binh Quốc gia thì do các học viện được tiểu bang tài trợ.
- Các học viện quân chủng (Học viện Quân sự Hoa Kỳ ở West Point, New York; Học viện Hải quân Hoa Kỳ ở Annapolis, Maryland; Học viện Không quân Hoa Kỳ ở Colorado Springs, Colorado; Học viện Tuần duyên Hoa Kỳ ở New London, Connecticut; và Học viện Thương mại Biển Hoa Kỳ ở Kings Point, New York).
- Được ủy nhiệm trực tiếp - những người trong giới dân sự có các kỹ năng mà quân đội cần cho việc hoạt động và hỗ trợ binh sĩ có thể được ủy nhiệm trực tiếp thành sĩ quan. Các sĩ quan này giữ các chức vụ lãnh đạo trong ngành sau đây: luật, y tế, nha khoa, dược khoa, quân y, tình báo, vận tải-tiếp liệu, công binh, công cộng sự vụ, tuyên úy, đại dương học, và những ngành khác.
- Ủy nhiệm tại mặt trận - dưới một số điều kiện nào đó, các hạ sĩ quan có kỹ năng hơn các đồng sự của họ có thể trở thành sĩ quan theo sự ủy nhiệm trực tiếp của một vị tư lệnh. Kiểu ủy nhiệm này hiếm khi xảy ra và chỉ dành riêng cho các cá nhân tài giỏi nhất và thông thường chỉ có vào thời chiến. Không có ủy nhiệm trực tiếp tại mặt trận kể từ Chiến tranh Việt Nam.
- Sĩ quan công vụ hạn chế - vì lẽ tự nhiên thiếu một số sĩ quan có kỹ thuật cao nên Hải quân Hoa Kỳ có mở một hệ thống thăng chức dành cho các quân nhân hạ sĩ quan cao cấp có tài vào các chức vụ sĩ quan. Họ đáp ứng nhu cầu tương tự nhưng đặc biệt so với các nhu cầu mà quân nhân cấp chuẩn úy đảm nhiệm. Trong khi các quân nhân cấp chuẩn úy vẫn là các chuyên viên kỹ thuật thì các sĩ quan công vụ hạn chế đảm trách vai trò tổng thể hơn, giống như các sĩ quan.

Các quân nhân nhận ủy nhiệm từ Tổng thống Hoa Kỳ để trở thành sĩ quan (với sự ưng thuận của Thượng viện Hoa Kỳ). Để chấp nhận sự ủy nhiệm này, tất cả sĩ quan phải tuyên thệ nhận chức (từ commissioned officer có nghĩa là viên chức được ủy nhiệm tương đương nghĩa sĩ quan trong tiếng Việt).
Trong đời binh nghiệp, các sĩ quan sẽ phải trải qua các khóa huấn luyện cao hơn tại một hoặc nhiều trường đại học tham mưu.
Các sĩ quan cấp đại đội có bậc lương từ O-1 (thiếu úy) đến O-3 (đại úy) đảm nhận vai trò lãnh đạo các đơn vị nhỏ hoặc một bộ phận nào của một đơn vị, thông thường họ có một quân nhân hạ sĩ quan cao cấp có kinh nghiệm làm người hướng dẫn và trợ tá.
Các sĩ quan cấp bậc chiến trường có bậc lương từ O-4 (thiếu tá) đến O-6 (đại tá) chỉ huy các cuộc hành quân phức tạp hơn và lớn hơn. Các sĩ quan có bậc lương từ O-1 (thiếu úy) đến O-3 (đại úy) được xem không chính thức là các sĩ quan cấp thấp; những sĩ quan có bậc lương từ O-4 (thiếu tá) đến O-6 (đại tá) đôi khi được công nhận là sĩ quan cao cấp.
Các sĩ quan cấp tướng hay các sĩ quan mang quân kỳ phục vụ ở các cấp bậc chỉ huy cao nhất.

### Cấp bậc 5 sao
Đây là các cấp bậc vinh dự và trách nhiệm cao nhất trong quân đội nhưng gần như không được cấp trong lúc phục vụ thời bình và chỉ được rất ít sĩ quan mang trong thời chiến: 
- Thống tướng lục quân
- Thủy sư đô đốc
- Thống tướng không quân

Không có cấp bậc tương đương cho Thủy quân lục chiến Hoa Kỳ hay Tuần duyên Hoa Kỳ. Giống như cấp bậc 3 và 4-sao, Quốc hội Hoa Kỳ là nơi có quyền chấp thuận xác nhận một cấp bậc 5-sao.
Cấp bậc đại thống tướng lục quân được xem là cao hơn thống tướng lục quân nhưng chưa có một vị sĩ quan nào giữ khi đang tại ngũ và có các sĩ quan khác giữ cấp bậc thống tướng. Có hai người được phong cấp bậc này là: John J. Pershing được phong cấp bậc này năm 1919 sau Chiến tranh thế giới thứ nhất và George Washington được phong cấp bậc này sau khi mất vào năm 1976 đúng lúc kỷ niệm 200 năm lập quốc Hoa Kỳ. Pershing, được phong đại thống tướng lục quân khi còn sống vào thời gian có các sĩ quan được phong cấp thống tướng lục quân trong thời Chiến tranh thế giới thứ hai. George Washington được phong đại thống tướng theo công luật 94-479 và theo văn bản thì "cấp bậc này cao hơn bất cứ cấp bậc nào khác của lục quân trong quá khứ cũng như hiện tại". Như vậy theo văn bản thì cấp bậc của Washington chẳng những cao hơn Pershing mà còn vĩnh viễn cao hơn bất cứ cấp bậc nào của Lục quân Hoa Kỳ.
Đối với Hải quân Hoa Kỳ, cấp bậc tương đương đại thống tướng lục quân theo lý thuyết là Admiral of the Navy hay đại thủy sư đô đốc. Cấp bậc này chưa từng có vị sĩ quan hải quân tại ngũ nào giữ trong lúc có các sĩ quan mang quân hàm fleet admiral hay thủy sư đô đốc. George Dewey là người duy nhất từng giữ cấp bậc này. Sau khi cấp bậc thủy sư đô đốc được thiết lập vào năm 1944, Bộ Hải quân Hoa Kỳ nói rõ rằng cấp bậc cấp bậc thủy sư đô đốc đứng sau cấp bậc đại thủy sư đô đốc. Tuy nhiên từ khi Dewey qua đời nằm 1917 trước khi cấp bậc thủy sư đô đốc được lập ra, tình trạng của cấp bậc 6-sao vẫn hoàn toàn chưa được xác nhận.

### Các quân chủng
- Lục quân Hoa Kỳ
- Thủy quân lục chiến Lưu trữ ngày 1 tháng 2 năm 2021 tại Wayback Machine
- Hải quân Hoa Kỳ
- Không quân Hoa Kỳ
- Tuần duyên Hoa Kỳ